# Адаптація митного законодавства України до стандартів Європейського Союзу
Адаптація митного законодавства України до стандартів Європейського Союзу — окремий напрям діяльності митних органів, зумовлений об’єктивною необхідністю удосконалення митного законодавства з метою наближення його до європейських стандартів.
Адаптацію митного законодавства України до стандартів Європейського Союзу слід розуміти як процес зближення та поступового узгодження митного законодавства України із відповідним законодавством Європейського Союзу.
Цей процес є поетапним реформуванням національної правової системи (в частині митного законодавства) та поступовим узгодженням з європейськими стандартами правового регулювання митної справи.

## Передумови
Необхідність адаптації митного законодавства до стандартів Європейського Союзу виникає в залежності від курсу зовнішньої політики України та є невідворотним процесом. Розвиток Української держави, окреслення зовнішньополітичних орієнтирів та вибір вектору соціально-економічного співробітництва обумовлюють виникнення специфічних функцій держави. Однією з таких функцій є адаптація митного законодавства, яка спрямована на визначення недоліків правового регулювання митної справи та розробку заходів щодо вдосконалення національного митного законодавства України. Ключовою метою є гармонізація вітчизняного митного законодавства з відповідними стандартами Європейського Союзу.
Тому передумовами адаптації митного законодавства до стандартів Європейського Союзу слід вважати євроінтеграційні процеси в Україні, які сприяють виникненню відповідних міжнародних зобов’язань держави. Природа цих зобов’язань лежить в площині невідповідності вітчизняних механізмів правового регулювання митної справи існуючим європейським стандартам. Внаслідок цього виникають складнощі та розбіжності у здійсненні митних процедур та формуванні митної політики. Цей чинним не дозволяє гармонізувати процедурні аспекти та приєднатися Україні до єдиного митного простору Євросоюзу. Саме в цій царині і перебуває природа діяльності з адаптації митного законодавства.

## Принципи
Здійснення адаптації митного законодавства до стандартів Європейського Союзу має ґрунтуватися на відповідних принципах, тобто засадах, які розкривають основоположні ідеї цієї діяльності та відображають непорушні правила. До числа таких принципів слід віднести:
1. Принцип верховенства закону (означає, що процес адаптації митного законодавства має спиратися на попередній аналіз впливу міжнародних норм на національне митне законодавство України).
2. Принцип збереження суверенітету й територіальної цілісності держави (норми міжнародного законодавства, які імплементуються до національного митного законодавства України, не повинні ставити під загрозу незалежність держави, її суверенне право самостійно формувати митну політику).
3. Принцип захисту інтересів держави (держава повинна адаптувати митне законодавство та обирати стратегічних партнерів для митного співробітництва суто в інтересах країни).
4. Відкритість та гласність (забезпечують можливість мати повну інформацію про стан справ у сфері адаптації митного законодавства держави, її кінцеву мету та перспективні напрямки).

## Стадії
Адаптація митного законодавства до стандартів Європейського Союзу – це достатньо тривалий в часі процес, який вимагає стадійності, тобто існування достатньо самостійних етапів удосконалення митного законодавства, які у комплексі забезпечують кінцевий результат у вигляді наближення вітчизняного митного законодавства до європейських стандартів правового регулювання єдиного митного простору. Ці етапи не мають чіткої послідовності і реалізуються в залежності від рівня невідповідності вітчизняного митного законодавства європейським стандартам. Означений процес є системним та відбувається в залежності від потреб держави і взятих міжнародних зобов’язань. До числа таких стадій належать:
– координація – це окремий етап адаптації митного законодавства, який полягає у розбудові організаційно-інституційних структур і заходів, які слугують у подальшому основою для здійснення адаптації. Цей етап має забезпечувальний характер і позиціонується як сукупність процедур взаємозв’язку задля проведення ефективної адаптації митного законодавства;
– уніфікація – відносно самостійний етап адаптації митного законодавства, завданням якого є приведення норм митного законодавства у відповідність до єдиної системи стандартів ЄС шляхом усунення розбіжностей і запровадження одноманітних засобів правового регулювання митної справи. За рахунок уніфікації відбувається спрощення митних процедур та створення однакових механізмів регулювання діяльності суб’єктів ЗЕД;
– гармонізація – це етап адаптації митного законодавства, в рамках якого відбувається формування спільних правових принципів, через які у подальшому утверджуються правові стандарти, що мають універсальний характер, тобто напрацьовані Україною спільно з європейськими інституціями.
– імплементація — окремий етап адаптації митного законодавства, який представляє собою процес наближення митного законодавства до міжнародного законодавства за допомогою методів планової правотворчості, та контролю. Імплементація полягає у розробці та затвердженні нормативно-правових актів, які мають адаптивне значення, з подальшим контролем за результатами впровадження цих документів в митне законодавство.

## Нормативно-правова основа
Одним із основних нормативно-правових документів у сфері адаптації митного законодавства Концепція адаптації законодавства України до законодавства Європейського Союзу, яка була затверджена Постановою Верховної Ради України від 16 серпня 1999 р. № 1496. У цьому документі закладена основа інтеграції України в Європейський Союз через розвиток національного законодавства задля приведення його у відповідність нормам Угоди про партнерство і співробітництво між Україною і Європейськими Співтовариствами та їх державами-членами. Окремо варто відзначити Закон України «Про Концепцію Загальнодержавної програми адаптації законодавства України до законодавства Європейського Союзу» від 21 листопада 2002 року № 228-IV. В його нормах деталізована головна ціль адаптації митного законодавства України до Європейських стандартів: забезпечення єдиних підходів до нормопроектування зокрема щодо обов'язкового врахування вимог законодавства ЄС, а також створення належних інституційних умов для виконання міжнародних зобов’язань нашої держави.
Серед міжнародно-правових актів варто відзначити Конвенцію про спрощення і гармонізацію митних процедур від 18 травня 1973 року (Кіотська конвенція). Ратифікувавши цей документ, Україна взяла на себе зобов’язання сприяти спрощенню і гармонізації митних процедур, що передбачає дотримання стандартних правил і рекомендації, які містяться у конвенції. Означений процес вимагає комплексної адаптації митного законодавства до стандартів Європейського Союзу. Важливу роль в адаптації митного законодавства до стандартів Європейського Союзу має Угода про асоціацію між Україною та ЄС від 27 червня 2014 року. У статтях документу закріплено зобов’язання щодо поетапної адаптації законодавства, у тому числі митного. Наголошено на необхідності: скорочення, спрощення і стандартизації документації, яка вимагається митницею; спрощення вимог і формальностей та налагодження інформаційного обміну у сфері митної справи.